# Піщане (Щастинський район)
Піща́не — село в Україні, у Нижньотеплівській сільській громаді Щастинського району Луганської області.
Населення становить 20 осіб.

## Населення
За даними перепису 2001 року населення села становило 20 осіб, з них 5 % зазначили рідною мову українську, а 95 % — російську.

## Пам'ятки
Поблизу села розташований загальнозоологічний заказник місцевого значення «Острів».